# Eugen Warming

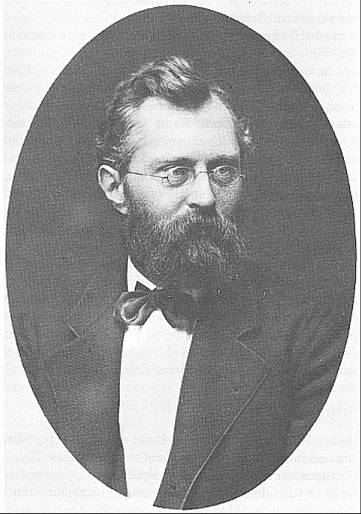
Eugen Warming 1879-ben

Eugen Warming, teljes nevén Johannes Eugenius Bülow Warming (Mandø sziget, 1841. november 3. – Koppenhága, 1924. április 2.) dán botanikus, a növényökológia megalapozója. Botanikai szakmunkákban nevének rövidítése: „Warm.”.

## Élete
- 1859–63 egyetemi hallgató a Koppenhágai Egyetemen (természetrajz szakon)
- 1863–66 Brazíliában Peter Wilhelm Lund paleontológus titkára
- 1866–70 egyetemi hallgató Münchenben, majd Bonnban
- 1868 – doktori fokozat botanikából
- 1871 – PhD tudományos fokozat
- 1873–82 tanársegéd, majd docens a Koppenhágai Egyetemen
- 1882–85 professzor a Stockholmi Egyetemen; 1885-ben egy ideig az egyetem rektora
- 1885–1910 professzor a Koppenhágai Egyetemen; 1907–08-ban az egyetem rektora
- 1889–1922 a Carlsberg Alapítvány igazgató tanácsának tagja

Munkásságát számos tudományos szervezet (egyebek közt a Royal Society és a Francia Tudományos Akadémia) tiszteleti  tagságával és állami kitüntetések sorával ismerték el.

## Fontosabb tanulmányútjai
- 1863–1866: Brazília, Lagoa Santa
- 1884 Grönland
- 1885: Norvégia, Finnország
- 1887: Norvégia, (Dovre megye)
- 1891–1892: Venezuela, Trinidad, Dán-Antillák
- 1895: Feröer-szigetek

## Fontosabb növényföldrajzi és rendszertani művei
Korszakos eszméjét, miszerint a hasonló termőhelyeket az egyes, egymástól távoli földrajzi helyeken egészen különböző rendszertani kategóriákba tartozó (egészen különböző ősökből kialakult) fajok töltik be, 1895-ben megjelent,
Plantesamfund – Grundtræk af den økologiske Plantegeografi című művében fejtette ki (P.G. Philipsens Forlag, Kjøbenhavn. 335 old.)

### Egyéb, fontosabb művei
- Haandbog i den systematiske Botanik (nærmest til Brug for Universitets-Studerende og Lærere). København, 1878.
- Plantelivet: Lærebog i Botanik for Skoler og Seminarier. København, 1900.
- Frøplanterne (Spermatofyter) [translated title: Seed Plants]. Kjøbenhavn, Gyldendalske Boghandel/Nordisk Forlag, 1912. 467 old.